# Alimmainen (sjö i Jockas, Södra Savolax)
Alimmainen är en sjö i kommunen Jockas i landskapet Södra Savolax i Finland. Arean är 40 hektar och strandlinjen är 3,71 kilometer lång. Sjön  ingår i Vuoksens huvudavrinningsområde.   Den ligger omkring 36 kilometer öster om S:t Michel och omkring 240 kilometer nordöst om Helsingfors. 